# Путівець (заказник)
Путівець — лісовий заказник місцевого значення. Об'єкт розташований на території Олевського району Житомирської області, ДП «Білокоровицьке ЛГ», Радовельське лісництво, кв. 31, вид. 8, 23, 27, 28.
Площа — 5,3 га, статус отриманий у 1991 році.